# آف برادوی

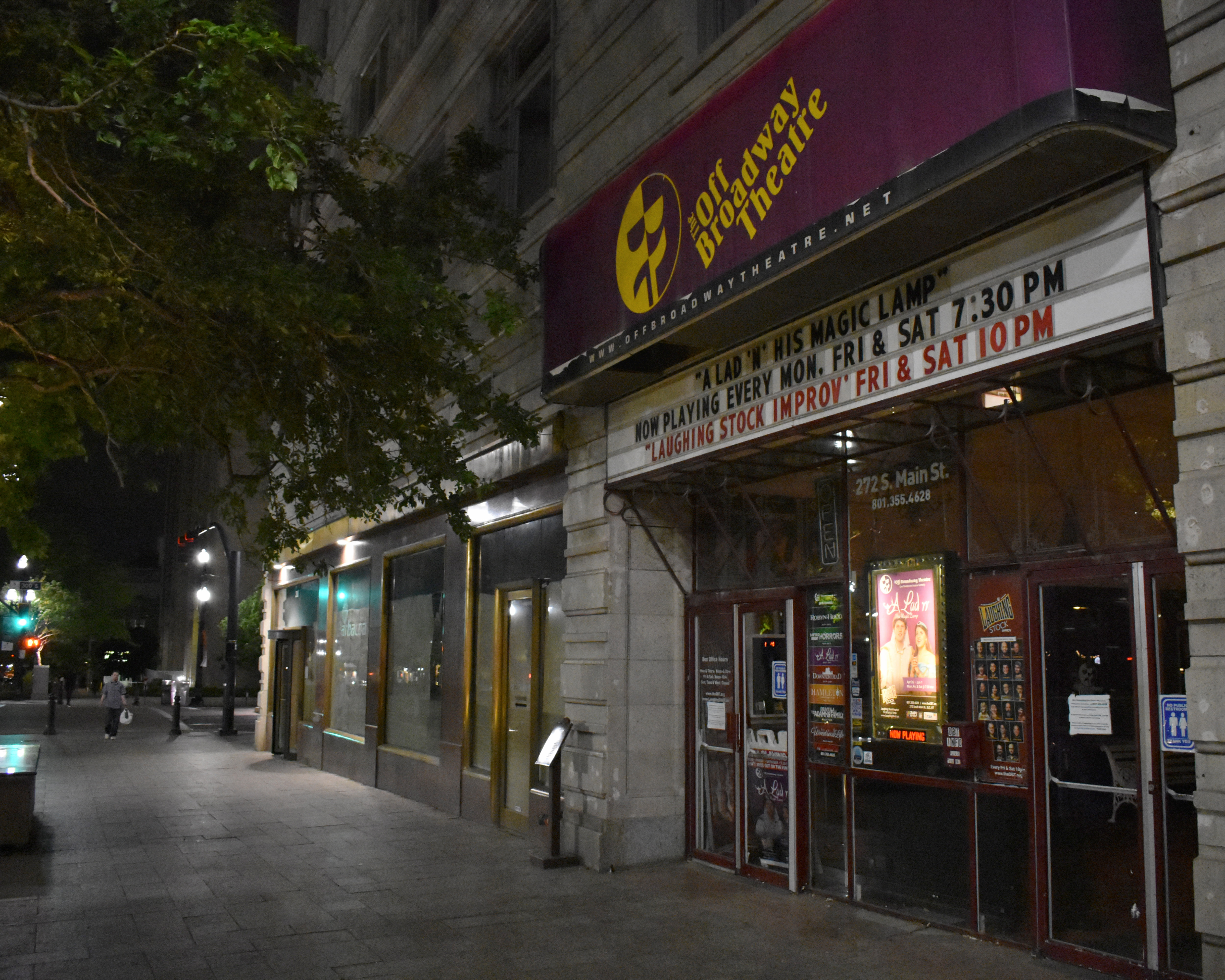
یک تئاتر آف برادوی

تئاتر آف-برادوی (بیرون برادوی) به هر سالن تئاتر حرفه‌ای در شهر نیویورک گفته می‌شود که ظرفیت صندلی آن بین ۱۰۰ تا ۴۹۹ نفر باشد. این تئاترها از تئاترهای برادوی کوچک‌تر و از تئاترهای آف-آف-برادوی (که کمتر از ۱۰۰ صندلی دارند) بزرگ‌تر هستند.
یک «تولید آف-برادوی» به نمایشی (اعم از نمایشنامه، موزیکال یا تئاتر مفرح) گفته می‌شود که در چنین سالنی اجرا می‌شود و به قراردادهای مربوط به اتحادیه صنفی و سایر قراردادها پایبند است. برخی از نمایش‌هایی که اولین بار در آف-برادوی اجرا می‌شوند، بعداً در برادوی نیز به روی صحنه می‌روند.
در حالی‌که جوایز تونی تنها به نمایش‌های برادوی اختصاص می‌یابند، جوایز دیگری مثل جایزه دراما دسک و جایزه اوبی برای نمایش‌های آف برادوی در نظر گرفته شده است.

## تاریخچه
اصطلاح آف-برادوی در اصل به هر سالن و تولیدات آن در خیابانی که خیابان برادوی را در میدتاون منهتن و منطقه تئاتر (مرکز صنعت تئاتر آمریکا) قطع می‌کرد، اشاره داشت. بعدها، اتحادیه تئاترها و تهیه‌کنندگان آف-برادوی آن را به عنوان یک سالن حرفه‌ای در منهتن با ظرفیت صندلی حداقل ۱۰۰ و حداکثر ۴۹۹ نفر تعریف کرد، یا به هر نمایشی که در چنین سالنی اجرا می‌شود و به قراردادهای مربوط به سندیکاها و سایر قراردادها پایبند است.
پیش از این، صرف نظر از اندازه محل برگزاری، یک تئاتر برادوی (به جای آف برادوی) در نظر گرفته می‌شد، اگر در محدوده «جعبه برادوی» قرار می‌گرفت. این محدوده از خیابان چهلم تا خیابان پنجاه و چهارم و از خیابان ششم تا خیابان هشتم، شامل میدان تایمز و خیابان چهل و دوم غربی می‌شود. این تغییر در تعریف قراردادی «آف برادوی» به نفع تئاترهایی بود که معیار ۴۹۹ صندلی را داشتند، زیرا حداقل دستمزد مورد نیاز برای بازیگران انجمن برابری بازیگران در تئاترهای آف برادوی در مقایسه با الزامات حقوق این انجمن برای تئاترهای برادوی کمتر بود. پذیرش معیار ۴۹۹ صندلی پس از یک اعتصاب یک روزه در ژانویه ۱۹۷۴ اتفاق افتاد. نمونه‌هایی از تئاترهای آف برادوی در محدوده جعبه برادوی، «تئاتر لورا پلس» و «مرکز تئاتر» هستند.
جنبش آف برادوی در دهه ۱۹۵۰ به عنوان واکنشی به تجاری گرایی برادوی آغاز شد و مکان‌های ارزان تری را برای نمایش‌هایی که بسیاری از هنرمندان آینده برادوی را استخدام کرده بودند فراهم کرد. موفقیت اولیه آن، اجرای نمایش "تابستان و دود" نوشته تنسی ویلیامز در سال ۱۹۵۲ در تئاتر «دایره در میدان» بود. به گفته مورخان تئاتر، کن بلوم و فرانک ولاستینک، آف برادوی، مجرای جدیدی برای "شاعران، نمایشنامه‌نویسان، بازیگران، ترانه‌سرایان و طراحان… بود. اولین نمایش موزیکال آف برادوی در سال ۱۹۵۴ احیای "اپرای سه‌پولی" بود، که ثابت کرد تولیدات آف برادوی می‌توانند از نظر مالی موفق باشند. ردیف تئاتر، در خیابان چهل و دوم غربی بین خیابان‌های نهم و دهم منهتن، شامل تعدادی تئاتر آف برادوی و آف آف برادوی است. این مکان در اواسط دهه ۱۹۷۰ توسعه یافت و در سال ۲۰۰۲ نوسازی شد.
بسیاری از نمایش‌های آف برادوی بعدها در برادوی نیز اجرا شده‌اند، از جمله نمایش‌های موزیکالی همچون «مو»، «گاد اسپل»، «فروشگاه کوچک ترسناک»، «یکشنبه در پارک با جورج»، «اجاره»، «باغ‌های خاکستری»، «اورین تاون»، «خیابان کیو»، «بیست و پنجمین دوره مسابقات سالانه املای شهرستان پاتنام»، «عصر راک»، «در ارتفاعات»، «بهار بیداری»، «نزدیک به نرمال»، «هدویگ و اینچ عصبانی»، «خانهٔ سرگرم‌کننده»، «همیلتون»، «ایون هنسن عزیز»، «هادز تاون»، و «کیمبرلی اکیمبو». به ویژه دو نمایش موزیکال «گریس» و «ردیف هم‌سرایان» که در برادوی به موفقیت چشمگیری رسیدند، تهیه‌کنندگان دیگر را تشویق کردند که نمایش‌های خود را ابتدا در آف برادوی اجرا کنند. نمایش‌هایی که از آف برادوی به برادوی منتقل شده‌اند شامل «شک: یک حکایت»، «من همسر خودم هستم»، «پل و تونل»، «قلب نرمال» و «اختلالات ساحلی» هستند. تولیدات دیگری مانند «استامپ»، «بلو من گروپ»، «پسران محراب»، «جنایت کامل»، «برادوی ممنوعه»، «نانسنس»، «پسران برهنه آواز می‌خوانند»، «پسر خفاشی: موزیکال» و «دوستت دارم، تو کاملی، حالا تغییر کن» سال‌ها در آف برادوی اجرا شدند، اما هرگز به برادوی نرفتند. «فانتاستیک»، طولانی‌ترین موزیکال تاریخ تئاتر، ۴۲ سال اجرای اصلی خود را در آف برادوی گذراند و از سال ۲۰۰۶ تا ۲۰۱۷ دوباره در آف برادوی اجرا شد.

## جوایز
نمایش‌ها، بازیگران و عوامل خلاق آف برادوی واجد شرایط دریافت جوایز زیر هستند: جایزه حلقه منتقدان درام نیویورک، جایزه حلقه منتقدان بیرونی، جایزه دراما دسک، جایزه اوبی (اهدا شده از سال ۱۹۵۶ توسط ویلج ویس)، جایزه لوسیل لورتل (ایجاد شده در سال ۱۹۸۵ توسط اتحادیه تئاترها و تهیه‌کنندگان آف برادوی) و جایزه دراما لیگ. اگرچه نمایش‌های آف برادوی واجد شرایط دریافت جوایز تونی نیستند، اما در سال ۱۹۵۶ (قبل از تغییر قوانین) یک استثنا قائل شدند، زمانی که لوته لنیا بهترین اجرای یک بازیگر نقش مکمل زن در یک موزیکال را برای تولید آف برادوی اپرای سه‌پولی دریافت کرد.